# Gerhard Bleimüller
Gerhard Bleimüller (* 25. Oktober 1948 in Bayreuth; † 3. Juni 2024 in Bonn) war ein deutscher Apotheker und Lebensmittelchemiker und als Sanitätsoffizier (Apotheker) zuletzt im Dienstgrad Generalapotheker vom 1. April 2004 bis 31. Oktober 2010 Inspizient Wehrpharmazie der Bundeswehr. Zuvor war er Referatsleiter im Führungsstab des Sanitätsdienstes.

## Leben
Bleimüller studierte an der Friedrich-Alexander-Universität Erlangen-Nürnberg Pharmazie und Lebensmittelchemie und wurde ebenda im Jahr 1980 auf dem Gebiet der pharmazeutischen Technologie promoviert. Er war unter anderem Mitglied im Prüfungsausschuss der Apothekerkammer Nordrhein und in der Deutschen Gesellschaft für Katastrophenmedizin (DGKM).
In seiner Verwendung als ranghöchster Apotheker der Bundeswehr folgte ihm der Apotheker und Lebensmittelchemiker Wolfgang Ackermann, zuvor Referatsleiter im Bundesministerium der Verteidigung.